# Bengál bozótkakukk
A bengál bozótkakukk (Centropus bengalensis) a madarak osztályának kakukkalakúak (Cuculiformes) rendjébe, ezen belül a kakukkfélék (Cuculidae) családjába tartozó faj.

## Rendszerezése
A fajt Johann Friedrich Gmelin német természettudós írta le 1788-ban, a Cuculus nembe Cuculus bengalensis néven.

## Alfajai
- Centropus bengalensis bengalensis (Gmelin, 1788) - India, Banglades, Mianmar és Thaiföld
- Centropus bengalensis lignator (Swinhoe, 1861) - Kína délkeleti része és Tajvan
- Centropus bengalensis javanensis (Dumont, 1818) - Maláj-félsziget, Szumátra, Jáva, Borneó
- Centropus bengalensis sarasinorum (Stresemann, 1912) - Celebesz, Sula-szigetek, Kis-Szunda-szigetek és Timor
- Centropus bengalensis medius (Bonaparte, 1850) - Maluku-szigetek
- Centropus bengalensis philippinensis (Mees, 1971)[2] - Fülöp-szigetek

## Előfordulása
Dél- és Délkelet-Ázsában, Banglades, Bhután, Brunei, Kambodzsa, Kelet-Timor, Kína, India, Indonézia, Laosz, a Fülöp-szigetek, Malajzia, Mianmar, Nepál, Srí Lanka, Szingapúr, Thaiföld és Vietnám területén honos. 
Természetes élőhelyei a szubtrópusi vagy trópusi nedves cserjések mocsarak környékén, valamint szántóföldek. Állandó, nem vonuló faj.

## Megjelenése
Testhossza 31-33 centiméter.

## Életmódja
Főleg rovarokkal táplálkozik, de pókokat és kisebb gyíkokat is fogyaszt.

## Természetvédelmi helyzete
Az elterjedési területe rendkívül nagy, egyedszáma pedig növekszik. A Természetvédelmi Világszövetség Vörös listáján nem fenyegetett fajként szerepel.

## Külső hivatkozások
- Képek az interneten a fajról
- Video.google.com - videó a fajról
- Xeno-canto.org - a faj hangja és elterjedési területe